# Pierre Waldeck-Rousseau

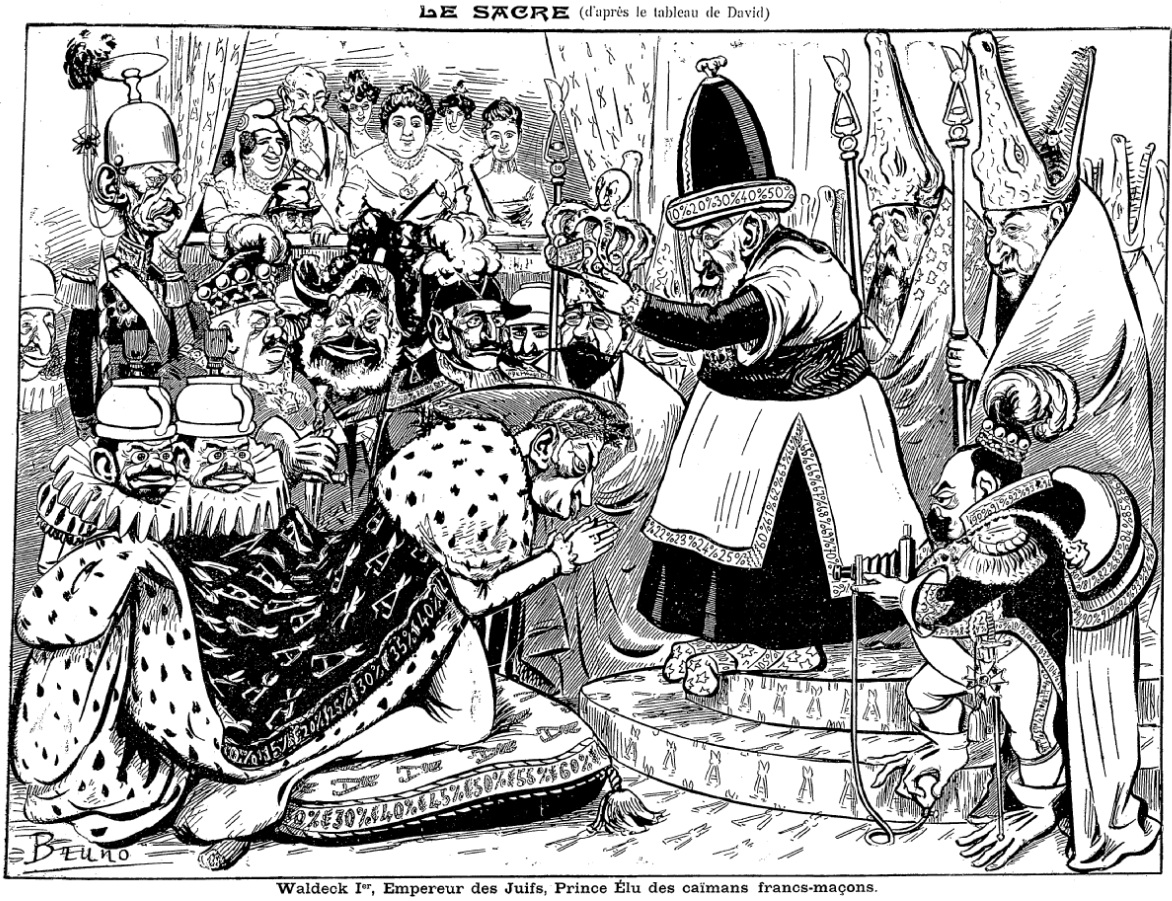
Caricatura di Pierre Waldeck-Rousseau, 1903

Pierre Marie René Ernest Waldeck-Rousseau (Nantes, 2 dicembre 1846 – Corbeil, 20 agosto 1904) è stato un politico francese.

## Biografia
È stato il Primo Ministro della Francia dal 22 giugno 1899 al 7 giugno 1902.
È celebre per aver contribuito alla promulgazione della legge che prende il suo nome con la quale, il 21 marzo 1884, i sindacati francesi vennero legalizzati. È altresì noto per la legge sulle associazioni del 1º luglio 1901, da lui presentata, che definisce compiutamente la forma giuridica delle associazioni nel sistema legislativo francese, fornendo il quadro giuridico della legislazione francese sulle associazioni tuttora valido. Nel gabinetto da lui guidato nel 1899 entra il socialista Millerand. Questo fatto, unico fino a quel momento, produce una grossa reazione nella sinistra europea e viene condannato da personalità importanti come Rosa Luxemburg.
Decide anche la riapertura del caso Dreyfus.

## La legge sulle associazioni
La legge sulle associazioni del 1901, abrogando gli articoli 291-294 del Codice Penale, assicura un regime estremamente liberale verso le associazioni, salvo che per le congregazioni religiose, alle quali viene applicato uno statuto discriminatorio che determinerà negli anni immediatamente successivi la soppressione degli ordini religiosi, dei conventi e delle scuole religiose da tutta la Francia.
Tale eccezione discriminatoria riflette la tradizionale diffidenza dei monarchi e dei parlamenti dell'ancien regime nei confronti degli ordini religiosi, nonché l'ideologia della massoneria, di cui Waldeck Rousseau faceva parte.
Nel discorso di Tolosa del 28 ottobre così si esprimeva al riguardo: